# 吉田浩之
吉田 浩之（よしだ ひろゆき）は、日本の声楽家（テナー）。東京藝術大学音楽学部声楽科教授。マネジメントはAMATI。

## 略歴
福井県敦賀市生まれ。
敦賀市立粟野中学校。福井県立敦賀高等学校全日制普通科卒業。
中学校時より吹奏楽部に所属。ホルンを担当。
高等学校在校中より、吹奏楽部顧問でもある音楽科教諭、松村勇氏（国立音楽大学出身、声楽（テナー））に師事。
1985年3月 - 国立音楽大学音楽学部声楽科卒業。
1989年3月 - 東京藝術大学大学院音楽研究科声楽専攻修士課程修了。
二期会オペラスタジオ第30期修了〔修了時に優秀賞受賞；同期に上原正敏（テナー）、今村雅彦（バリトン）などがいる〕、ヨハン・シュトラウス2世作曲「こうもり」のアルフレード役にてオペラ・デビュー。
NHK洋楽オーディションに合格、調布市グリーンホール新人演奏会にて市長賞受賞。
ヴォルフガング・アマデウス・モーツァルト没後200年記念国際モーツァルト声楽コンコルソ（1990年）にて本選入賞、ウィーン国立歌劇場に於いてウィーン・フィルハーモニー管弦楽団と共演。
1991年より1年間文部省文化庁派遣芸術家在外研修員としてローマに留学、その後イタリア各地にてコンサートを開く。
第25回ジロー・オペラ賞新人賞受賞（1997年）。
2005年4月より東京藝術大学音楽学部助教授（2007年4月以降「准教授」）。
これまでに松村勇、布施隆治、渡辺誠、渡邊高之助、高橋大海、山路芳久、M.コラチッキ、S.ローチ、A.ポーラに師事。

## 主な業績
- 1995年
  - 2月 - NHK交響楽団第1254回定期演奏会《ホルスト・シュタイン指揮》…リヒャルト・ワーグナー『さまよえるオランダ人』（舵取り）
  - モーストリー・モーツァルト・フェスティバル（ニューヨーク）…モーツァルト『レクイエム』
- 1998年5月 - 新国立劇場…ヴォルフガング・アマデウス・モーツァルト『魔笛』（タミーノ）[2]
- 2000年
  - 3月 - 新国立劇場…松村禎三『沈黙』（モキチ）[2]
  - 8月 - 東京フィルハーモニー交響楽団第20回オペラコンチェルタンテ《大野和士指揮》…ジュゼッペ・ヴェルディ『オテロ』（カッシオ）[2]
  - 12月 - ヘルムート・ヴィンシャーマン指揮ドイツ・バッハ・ゾリステン…ヨハン・ゼバスティアン・バッハ『クリスマス・オラトリオ』[2]
- 2005年5・6月 - 新国立劇場…ルートヴィヒ・ヴァン・ベートーヴェン『フィデリオ』（ヤキーノ）
- 2008年10月 - 滋賀県立芸術劇場 びわ湖ホール…リヒャルト・シュトラウス『サロメ』（ナラボート）
- 2009・2010年 - 薬師寺…松下功『遣唐使』（若き遣唐使）[3]
- 《ベートーヴェン・第九》 - ソリスト
  - 2001-10年、14年、17年（予定） - 大阪城ホール…「サントリー1万人の第九」
  - 1994・2012年 - 両国国技館…「国技館5000人の第九コンサート」